# Eumops perotis
Eumops perotis é uma espécie de morcego da família Molossidae. Pode ser encontrada em duas populações distintas uma nos Estados Unidos da América e México; e outra na Colômbia, Brasil, Equador, Peru, Bolívia, Paraguai e Argentina.